# Michel Cymes

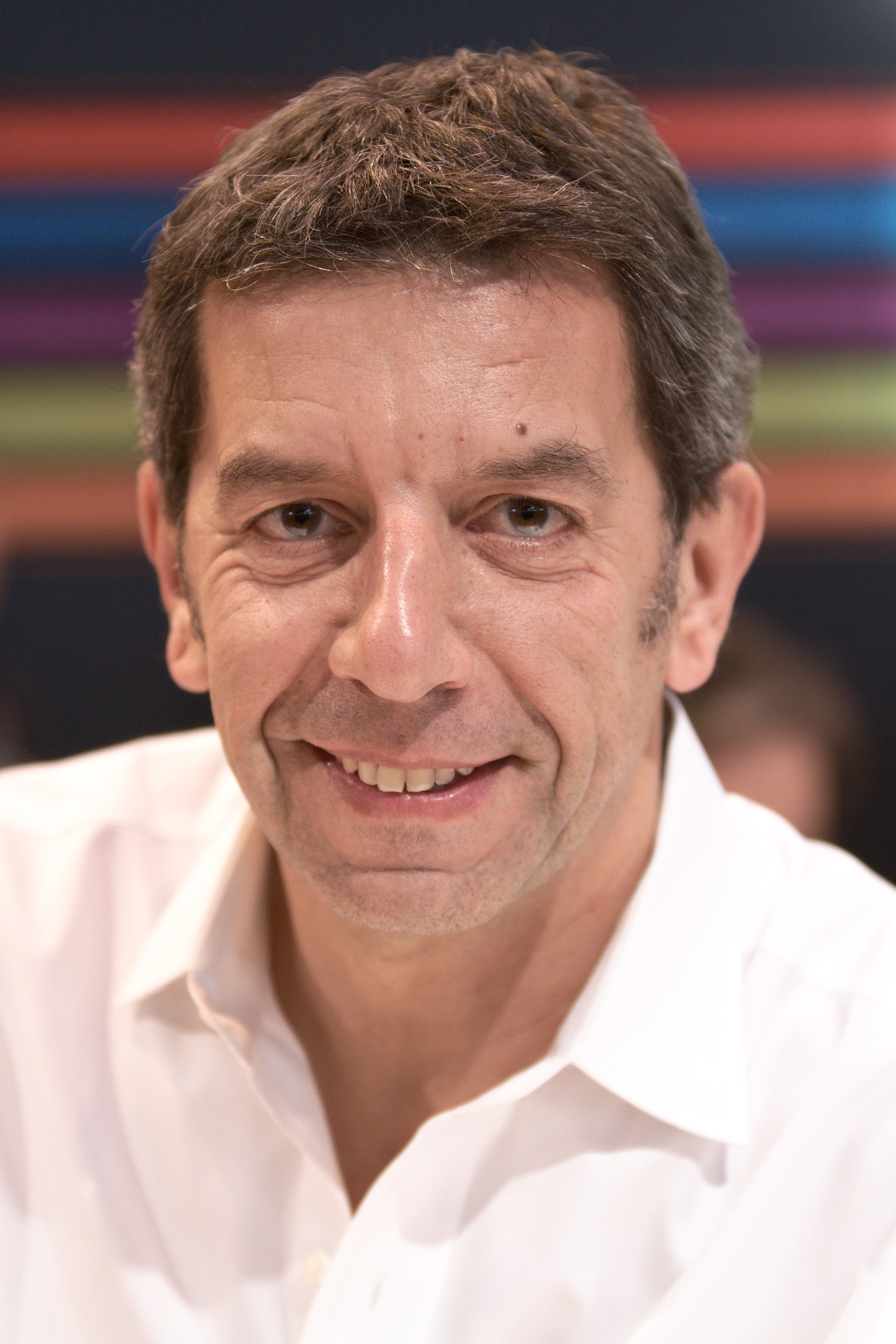
Michel Cymes, 2010

Michel Cymes (* 14. Mai 1957 in Paris, Frankreich) ist ein französischer Schriftsteller, Arzt, Fernsehmoderator und Gelegenheitsschauspieler.

## Leben und Wirken
Zwei seiner Bücher wurden in Frankreich Bestseller und in verschiedene Sprachen, so auch ins Deutsche, übersetzt. Seine beiden Großväter wurden in Auschwitz-Birkenau ermordet.
Im Zuge der Recherchen seines Buches "Hippokrates in der Hölle", einem Buch über die Verbrechen von Naziärzten wie Josef Mengele, behauptete er, dass Reste von ermordeten Juden in der Universität von Straßburg zu finden seien. Dies löste in Frankreich einen Skandal aus. Sein Buch ist essayistisch geschrieben und stellt keinen Anspruch auf Wissenschaftlichkeit.
Seit 2018 ist er Moderator einer Gesundheitssendung im französischen Fernsehen. Als Gelegenheits- und Gastschauspieler war er auch in Spielfilmen und Serien zu sehen und hatte dort Cameo-Auftritte.
Er ist als Arzt in einem Pariser Krankenhaus tätig.

## Werke (Auswahl)
- C’est grave, docteur?, 1999. Sachbuch.
- Vivez mieux et plus longtemps, 2016. Sachbuch.

### Übersetzungen ins Deutsche
- Hippokrates in der Hölle, 2016. Theiss-Verlag.
- Kleinhirn an Großhirn, 2018, Random-House.